# Vidno
Vidno (bulgariska: Видно) är ett distrikt i Bulgarien.   Det ligger i kommunen Obsjtina Kavarna och regionen Dobritj, i den nordöstra delen av landet, 260 km öster om huvudstaden Sofia.
I omgivningarna runt Vidno växer i huvudsak lövfällande lövskog. Runt Vidno är det ganska tätbefolkat, med 75 invånare per kvadratkilometer.